# Зіткнення грецьких політемігрантів у Ташкенті (1955)
Зіткнення грецьких політемігрантів у Ташкенті — заворушення серед грецьких політемігрантів, що мали погромницький характер і супроводжувалися масовим побиттям активу організації комуністичної партії Греції.
Мало місце 10—11 вересня 1955 року у Ташкенті.

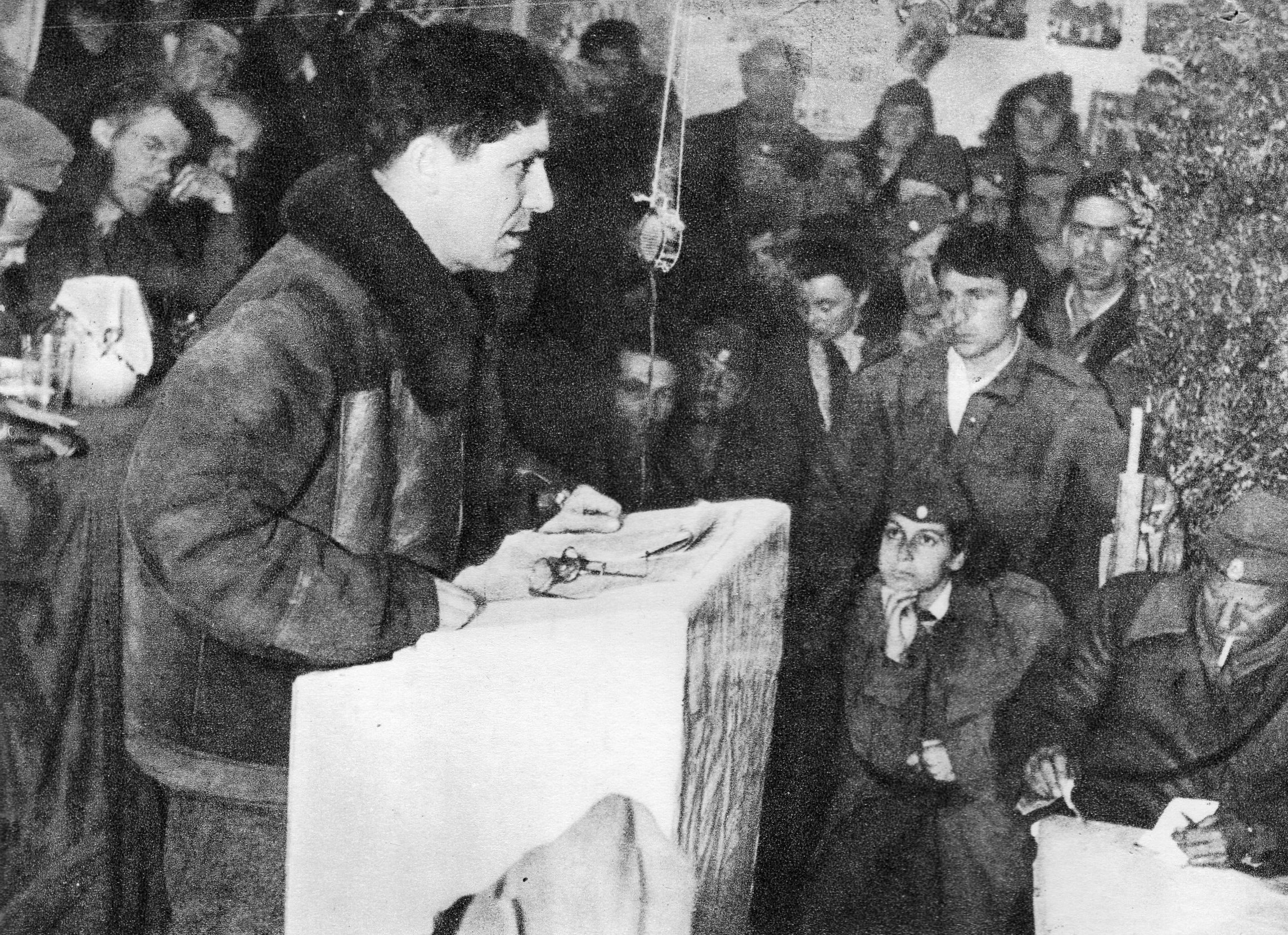